# Annalista Saxo
L'Annalista Saxo (anche noto come annalista sassone) è l'autore anonimo di un'importante cronaca imperiale, che si ritiene sia stata scritta verso la metà del XII secolo presso l'abbazia di Nienburg nel Ducato di Sassonia.

## Descrizione
La cronaca dell'Annalista Saxo è una raccolta di date e fatti relativi ai monarchi medievali germanici (Re dei Romani) e dei loro predecessori carolingi, che inizia nell'anno 741 e termina nell'anno 1142. Il testo è in latino.
Il codice fu composto tra il 1148 e il 1152. L'autore anonimo poté disporre di oltre 100 fonti, alcune delle quali non esistono più.
I fatti sono elencati in ordine cronologico per anno.
L'identità del cronista non è stata individuata in maniera certa, sebbene si tenda ad identificare l'autore con l'abate Arnold di Nienburg (morto nel 1166).
Il volume contiene 237 pagine di pergamena. La rilegatura risale al XVI secolo. Il volume fu restaurato nel 1993.
La copertina è realizzata in pelle bovina marrone, il dorso è realizzato con vellum. Nel testo sono presenti 16 capolettera ornamentali.
L'opera originale dell'Annalista Saxo è conservata presso la Biblioteca nazionale di Francia a Parigi. Essa è estremamente delicata ed è conservata in maniera sicura. Dell'opera è visibile un facsimile. Si ignora come il volume sia pervenuto in Francia.